# Benjamin Maldonado
Benjamin Maldonado (1928 – ?) bolíviai válogatott labdarúgó.
A bolíviai válogatott tagjaként részt vett az 1947-es az 1949-es Dél-amerikai bajnokságon, illetve az 1950-es világbajnokságon.

## Külső hivatkozások
- Benjamin Maldonado – a FIFA adatbázisában